# Jeffrey Wijnberg
Jeffrey Robert Wijnberg (Madison (Wisconsin), 1951) is klinisch psycholoog, psychotherapeut, schrijver en columnist in Groningen. Jeffrey Wijnberg is, samen met collega Jaap Hollander, grondlegger van de provocatieve therapie in Nederland.

## Levensloop
Wijnberg is geboren in de VS uit Nederlandse ouders, zijn vader was scheikundehoogleraar Hans Wijnberg. Hij volgde het gymnasium in Nederland en ging vervolgens enkele jaren naar Oberlin College in Oberlin (Ohio) om muziek en psychologie te studeren. Hij sloot zijn studie in 1977 af aan de Rijksuniversiteit Groningen in de klinische psychologie. Daarna vestigde hij zijn privé-praktijk in de binnenstad van Groningen, waar hij nog steeds praktijk houdt. Vanaf 1979 publiceerde hij een lange reeks populair-wetenschappelijke boeken over psychologie.
Wijnberg heeft zich gespecialiseerd in de provocatieve stijl van  therapie en werkt in de ontwikkeling eraan veel samen met Jaap Hollander op het Instituut voor Eclectische Psychologie in Nijmegen. Er zijn boeken van hem vertaald in het Duits, Frans, Zweeds, Chinees en Japans.
Van 1996 tot 2024 schreef  Wijnberg elke maandag voor De Telegraaf in het katern 'Vrouw' een adviescolumn. Daarna vervolgde hij zijn carriere als columnist bij het Dagblad van het Noorden. In 2003 en 2004 was Wijnberg te zien als tv-psycholoog in het gezondheidsprogramma Angela & Co, gepresenteerd door Angela Groothuizen. Om de week op maandagmorgen is Wijnberg te beluisteren als radiopsycholoog bij RTV Noord in het maandagochtendprogramma Babette op Noord.

## Persoonlijk
Wijnberg is getrouwd met de psychologe en beeldend kunstenares Tatiana Wijnberg-Kratochvil en is vader van twee zoons: architectonisch ontwerper Martin Grandtner en journalist, filosoof en publicist Rob Wijnberg, nu hoofdredacteur, auteur en eigenaar van De Correspondent.